# Onderwijs voor hoogbegaafden
Onderwijs voor hoogbegaafden kan in verschillende vormen worden aangeboden. In de praktijk komen alle vormen naast elkaar voor.

## Compacten en verbreden
In veel vormen van onderwijs kunnen de leerlingen zelfstandig (verder) werken in hun eigen tempo. Dat is bijvoorbeeld mogelijk binnen het montessorionderwijs. Werken in een eigen tempo is heel goed voor kinderen die (op bepaalde gebieden) niet het groepstempo hebben. Dat kan zowel naar boven als naar beneden afwijken. Door de opkomst van de ICT wordt dit sterk gestimuleerd.
Ook is het mogelijk om het lesmateriaal te compacten, door bijvoorbeeld herhalingen of instructies te verminderen. In het reguliere onderwijs wordt veel herhaald omdat de meeste mensen iets pas onthouden of leren nadat ze het een paar keer gehoord hebben. Hoogbegaafden begrijpen vaak al het concept waardoor voor hen de vele voorbeelden en herhalingen overgeslagen kunnen worden. Door onder andere vooruit te testen kan bepaald worden welk materiaal al beheerst wordt zodat dit niet aangeboden hoeft te worden.

## Versnellen
Als compacten en verbreden niet voldoende is, is het ook mogelijk om een klas over te slaan. Binnen een montessorischool is het vaak mogelijk om in een jaar het lesmateriaal van 2 klassen te doen. Binnen het reguliere klassikale leerjarensysteem is vooruitwerken veel minder eenvoudig en is vaak een betere oplossing om het kind een heel leerjaar over te laten slaan. Ook is het mogelijk om een kind enkele vakken in een hogere groep te laten werken, bijvoorbeeld door het lesmateriaal van hogere groepen te gebruiken.
Dit is mogelijk zowel op de basisschool als op het vwo. Vanuit het oogpunt van de school gezien is dit een eenvoudige en goedkope oplossing. Hierdoor komen (enkele) jongere kinderen tussen veel oudere leerlingen te zitten. Deze jongere leerlingen voelen zich hier niet altijd geaccepteerd. Hoe groter het leeftijdsverschil is hoe groter het probleem. Je leest ook dat het achterblijven in een klas met reguliere leeftijdsgenoten een slechter alternatief is. De psycholoog Miraca Gross zegt dat: "De meerderheid van deze kinderen, die in een klas met leeftijdgenoten worden gestopt, komen in een sociaal isolement en worden erg ongelukkig. Kinderen met een IQ van 130 of hoger die in een klas met leeftijdgenoten blijven, zitten in een erg stressvolle situatie".

## Plusklassen en verrijkingsgroepen
Steeds meer scholen hebben leerlingen die een gedeelte van hun tijd in een plusklas zitten. Dit kan een plusklas binnen de school zijn, maar er bestaan ook initiatieven waarbij meerdere scholen of besturen samenwerken. De rest van de tijd zitten de leerlingen in hun reguliere groep met leeftijdgenoten. Er bestaat verschillende meningen over de effectiviteit van dit soort klassen. Deze effectiviteit lijkt bijvoorbeeld in bepaalde mate af te hangen van wat er in de rest van het lesprogramma gebeurt en hoe de reguliere leerkracht met de afwezigheid van de leerling omgaat.

## Aparte klassen of scholen
Hoogbegaafden worden soms ook voltijd in aparte klassen of scholen opgeleid.

### Nederland
In Nederland bestaan op sommige scholen mogelijkheden voor voltijds onderwijs voor hoogbegaafde kinderen. De groepen met een toegesneden onderwijsaanbod zijn onderdeel van een 'gewone' basisschool omdat speciaal onderwijs aan hoogbegaafden door de wetgever tot nu toe niet wenselijk geacht wordt. Ook instellingen voor voortgezet onderwijs bieden steeds vaker een studieprogramma voor extra begaafden aan.

### België
In België zijn een aantal basis- en secundaire scholen met projecten voor hoogbegaafde leerlingen en met kangoeroeklassen (k-klassen). Een kangoeroeklas is een bijkomende klas waar de hoogbegaafde leerlingen van de school gedurende 2-4 uur per week samen zitten om aan specifieke projecten te werken of waar zij ‘moeilijke’ vakken krijgen.
Het Vlaams Ministerie van Onderwijs en Vorming heeft geen lijst van scholen met k-klassen. Het gaat om eigen initiatieven van de scholen.

## Andere mogelijkheden

### Thuisonderwijs
In Nederland is het wettelijk vrijwel onmogelijk. In Vlaanderen is huisonderwijs een reëel alternatief, waar relatief weinig gebruik van wordt gemaakt. In andere landen komt het wel vaker voor dat kinderen thuis les krijgen. In veel Amerikaanse staten is er bijvoorbeeld van overheidswege weinig geld beschikbaar voor het onderwijs aan hoogbegaafden zodat ouders ervoor kiezen om hun kinderen zelf thuis les te geven.

### Hobby
De meest gebruikte vorm is om de leerlingen buiten het onderwijs een uitdaging te bieden. Dat kan bijvoorbeeld door schaken, het leren van extra talen, zoals Engels of Frans. Maar ook zaken als vioolles, kunst en (top)sport geven een extra intellectuele uitdaging.

### Zomerschool
In met name de Verenigde Staten gaan veel kinderen naar een zomerschool, er bestaan speciale zomerscholen voor hoogbegaafden.